# William F. Quinn
William Francis Quinn, född 13 juli 1919 i Rochester, New York, död 28 augusti 2006 i Honolulu, var en amerikansk republikansk politiker.
Quinn var den första guvernören i delstaten Hawaii 1959-1962.
Quinn studerade vid Saint Louis University i Missouri. Han deltog i andra världskriget i USA:s flotta.
Quinn var guvernör i Hawaiiterritoriet 1957-1959. När Hawaii 1959 blev delstat, valdes Quinn till delstatens första guvernör. Han efterträddes 1962 som guvernör av John A. Burns.
Quinn var katolik. Hans grav finns på National Memorial Cemetery of the Pacific i Honolulu.